# 労働組合映画協議会
労働組合映画協議会（ろうどうくみあいえいがきょうぎかい）は、かつて存在した映画製作のための協議体。

## 概要
戦後の労働運動の隆盛を背景に製作・上映活動を展開。労働組合員の啓蒙教育のための映画の企画・製作などが主な目的。略称＝「労映」。機関紙として「働く者の映画」を発刊した。
1946年6月に労働組合映画委員会として成立。同年8月に労働組合映画協議会に改称された。
1946年11月には、第1回作品を完成させた。
1950年10月、坂齋小一郎が中心となり、共同映画社に発展した。

## 主な作品
国鉄労働組合、日本教職員組合など、40数労組が参加したとされ、『驀進』を第1回作品として、1946年から1950年にかけて、労働組合の企画による映画作品を生み出した。
- 労働組合映画協議会企画・製作

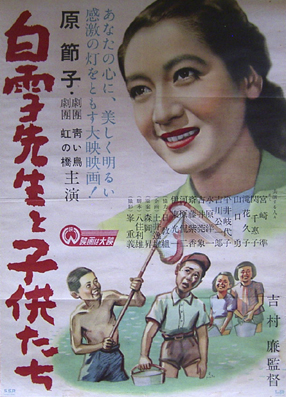
原節子主演映画『白雪先生と子供たち』（1950年、大映＝労働組合映画協議会提携製作）の一場面

  - 『驀進』（岩佐氏寿構成・編集、撮影：日本映画社・朝日映画社他、1946年11月完成）
  - 『労働ニュース 第1集 1948年上半期』（9分、1948年、日本映画社）
  - 『労働ニュース 第2集 1948年6月より1949年6月まで』（9分、1949年、理研映画）
  - 吉村廉監督・八住利雄脚本、原節子主演劇映画『白雪先生と子供たち』（1950年、大映＝労働組合映画協議会提携製作）[3][4]
- 国鉄労働組合関連
  - 浅野辰雄監督『号笛なりやまず』（36分・1949年、労映国鉄映画製作団＝新世界映画社）
- 全日本海員組合関連
  - 船員の生活を描く『戦標船E 改』（1947年）
  - 底引き漁船の記録『海に生きる』（1949年・日本映画社）[5]
- 全国繊維産業労働組合同盟関連
  - 京極高英監督『少女たちの発言』（1948年、新世界映画社、厚木たか脚本）

## 註
1. ↑  第４回労働映画上映会資料　鉄道、映画、労働運動 2009年７月11日早稲田大学にて（文責　佐藤洋）による。1947年6月結成説もあるが、第1回作品が1946年11月に完成しているため、この説を採用。
2. 1 2  共同映画会社概要
3. ↑  第3回戦後初期労働映画上映会
4. ↑  白雪先生と子供たち - MOVIE WALKER PRESS
5. ↑  ショートフィルム再考−映画館の外の映像メディア史から 吉原順平 Ⅲ　占領下の民主化と短編映像——文化映画から新しい教育映画へ（承前） ３　戦後労働運動と短編映画業界